# 김재로 묘
김재로 묘(金在魯 墓)는 인천광역시 남동구 운연동에 있는 조선시대의 무덤이다. 1990년 11월 9일 인천광역시의 기념물 제3호로 지정되었다.

## 개요
조선 후기의 문신인 청사(淸沙) 김재로(1682∼1759)의 묘소이다.
숙종 28년(1702)에 진사시에 합격하고, 숙종 36년(1710)에는 문과에 급제하여 겸설서를 시작으로 내외의 주요관직을 거쳐 영의정에 올랐다. 그는 지춘추관사로 있을 때『경종실록』편찬에 참여하였으며, 판중추부사 때에는 청나라에 가서『명사(明史)』를 가져오기도 하였다.
결백하고 검소한 성품으로 상하가 신망하는 재상으로서의 풍모를 지녔으며, 영조는 숙종의 뜻에 따라 그를 기용하여 아꼈다. 그가 78세에 죽으니 영조가 직접 조문하고, 제문도 친히 지어 보냈다. 이듬해 기사대신으로 봉해져 영조의 묘정에 배향되었다.
현재 묘역에는 봉분 아랫부분에 둘레돌을 두른 묘와 묘비·망주석·장명등(長明燈:무덤앞에 세우는 돌로 만든 등)·돌짐승 한 쌍이 있으며, 주위에는 담장이 설치되어 있다.

## 같이 보기
- 김재로

## 참고 자료
- 김재로 묘 - 국가유산청 국가유산포털